# Heroon der Atilia Pomptilla

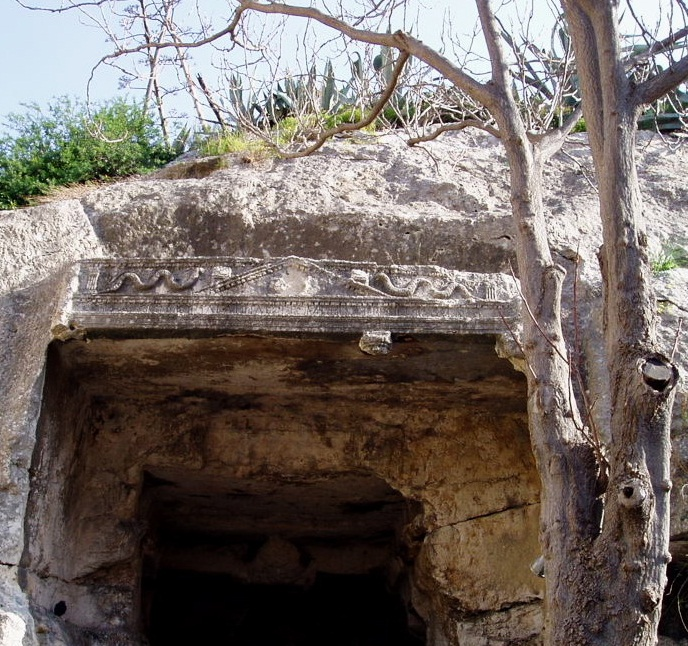
Heroon der Atilia Pomptilla (die Viperngrotte)

Das Heroon der Atilia Pomptilla in Cagliari ist das einzige erhaltene römische Bauwerk auf Sardinien, das über die Insel hinaus Berühmtheit erlangte. 
Das Heroon ist ein kleiner, in den Felsen gehauener Grabbau, dessen Reste Alberto La Marmora im Jahr 1822 vor dem Bau der Carlo Felice (der heutigen Staatsstraße 131) rettete. Die Sarden nennen den Bau wegen der auf der Fassade abgebildeten Schlangen „Sa grutta ’e sa pibera“ (Viperngrotte). Die Anlage ist im 19. Jahrhundert wegen ihrer poetischen griechischen und lateinischen Inschriften unter anderem von Georg Kaibel und Theodor Mommsen studiert worden.
Auf dem Architrav der ionischen Fassade liest man: O(pus) i(nstitutum) o(blatum)q(ue) s(acrae) memoriae Atiliae L(uci) f(iliae) Pomptillae benedictae m(aritus) s(ua) p(ecunia). Wer aufgrund der Inschrift meint, es handelt sich um einen Tempel zum Andenken an eine gewisse Atilia Pomptilla, wird durch eines der Gedichte im Inneren eines Besseren belehrt: 
quod credis templum, quod saepe, viator, adoras,
Pomptillae cineres ossaq(ue) parva tegit.
Sardoa tellure p̣remor, comitata maritum,
proq(ue) viro fama est me voluisse mori.
„Was Du für einen Tempel hältst, was oft Du anbetest, Wanderer, / bewahrt die Asche und die Knöchelchen der Pomptilla. / Ich bin in sardischer Erde begraben, die ich den Gatten begleitet habe / und es ist mein Ruhm, für den Mann sterben gewollt zu haben“. 
Weitere Gedichte zeichnen die Geschichte der Pomptilla und ihres Ehemannes Lucius Cassius Philippus nach. Philippus war ein gebildeter Römer, der offenbar alle zwölf griechischen und lateinischen Gedichte selbst verfasst hat, nachdem er Martial, Ovid, Vergil und Euripides studiert hatte. Als er in Ungnade fiel und nach Sardinien verbannt wurde, erkrankte er schwer. Pomptilla, die ihn treu ins Exil begleitet hatte, beugte sich ein letztes Mal über den sterbenden Gatten, um ihm den Abschiedskuss zu geben – und hauchte dabei ihre Seele aus. Philippus erstarkte wie durch ein Wunder und lebte noch einige Zeit. Als er starb, nahm die Urne im Grabmal, das er der Pomptilla errichten ließ, auch seine Asche auf und vereinte die Eheleute, die 42 Jahre zusammen gelebt hatten.

## In der Nähe
- Die punische Nekropole von Tuvixeddu.